# Nueva Zelanda en los Juegos Paralímpicos de Vancouver 2010
Nueva Zelanda estuvo representada en los Juegos Paralímpicos de Vancouver 2010 por dos deportistas masculinos.

## Medallistas
El equipo paralímpico neozelandés obtuvo las siguientes medallas:
| Nombre    | Deporte      | Evento                   |
| --------- | ------------ | ------------------------ |
| Oro       |              |                          |
| Adam Hall | Esquí alpino | Eslalon de pie masculino |
| Plata     |              |                          |
| —         |              |                          |
| Bronce    |              |                          |
| —         |              |                          |